# Natriumkarbonat
Natriumkarbonat eller soda Na2CO3 är ett av kolsyrans natriumsalt.
Vattenfri natriumkarbonat, även kallad kalcinerad soda, är ett vitt pulver. Det viktigaste hydratet, natriumkarbonat dekahydrat, även kallat kristallsoda, Na2CO3·10H2O, bildar transparenta ofärgade kristaller. Den vattenfria (kalcinerade) sodan kallas "målarsoda" eller "hushållssoda" i färghandeln. Då natriumkarbonat löses i vatten blir lösningen basisk. 

## Användningsområde
Inom industrin är natriumkarbonat en viktig natriumkälla inom en hel del olika områden som till exempel vid glastillverkning; den är den viktigaste industriella natriumkemikalien näst natriumhydroxid.  I livsmedelsindustrin förekommer natriumkarbonat som ett surhetsreglerande medel och har E-nummer E 500. En vattenblandning med natriumkarbonat och kalciumhydroxid (släckt kalk) är den lut som används i produktionen av lutfisk.

## Framställning
Den dominerade metoden för industriell framställning av natriumkarbonat sedan slutet av 1800-talet är Solvay-processen. Den ersatte då Leblanc-processen som dominerade under huvuddelen av 1800-talet. Det finns även en tredje process uppkallad efter Hou Debang som utvecklade en sådan 1933, denna ger delvis andra biprodukter och är därför ekonomisk under vissa förutsättningar. Förbränning av havsväxter leder till en aska som huvudsakligen består av natriumkarbonat, detta kan sedan urlakas om man vill få det i en vattenlösning.
Natriumkarbonat kan framställas av bikarbonat genom att man värmer upp det i en ugn eller i kastrull på hög värme. Man märker direkt skillnad på de två substanserna då bikarbonat klumpar sig lätt till små bitar medan natriumkarbonat blir mer som len sand och ljusare i färgen.

## Silverputsning
Man kan använda natriumkarbonat till att putsa silver, genom att använda aluminiumfolie som nedlägges i en balja av glas eller keramik. Därefter häller man på kokande vatten och därefter natriumkarbonat. Silverföremålen doppas sedan, så att de nuddar aluminiumet. Sedan tar man upp föremålet sköljer det i kallt vatten och gnider torrt med en trasa.